# التياريلا
Tiarella (Tiarella)، أو tiarka - نبات دائم الخضرة منخفض النمو، ينتمي إلى عائلة Saxifrage. وطنها هو الغابات الكثيفة الظليلة في أمريكا الشمالية. هو عشب معمر يبلغ ارتفاعه من 10 إلى 70 سم، ويمكن تفسير الاسم اللاتيني لنبات دائم الخضرة على أنه «تاج» أو «عمامة». شكل الكبسولات مشابه جدًا لهذه العناصر.عندما تبقى بضعة أيام قبل الصيف، تزهر التياريلا في الظل الكثيف للأشجار المنتشرة. تغطي بطانية دانتيل من أزهار بيضاء صغيرة على سيقان رفيعة أوراق النبات المزخرفة. في صحبة هيوشيرا، زنبق النهار، السرخس، أستيلبا، هوستا وحديقة إبرة الراعي، الثياريلا بعيدة كل البعد عن المكانة الأخيرة في التسلسل الهرمي للنباتات المحبة للظل. يسعد البستانيون باستخدام شجيرات التياريلا لتزيين مسارات الحدائق والقيود، وزرعها بالقرب من المباني الخارجية، والجانب الشمالي من المباني والأسوار، لأن هذا النبات متواضع للغاية ودائم الخضرة. 
Tiarella ، أو الزهرة الرغوية ، هو جنس من الزهور البرية ونباتات الحدائق الموجودة في آسيا وأمريكا الشمالية. ينتمون إلى عائلة saxifrage (Saxifragaceae). بعض الأنواع هي:
- el Wings = 'Gowing' [3]
- Tiarella "Spring Symphony" [4]
- Tiarella Cordifolia [5]
- تياريلا ويري [6]

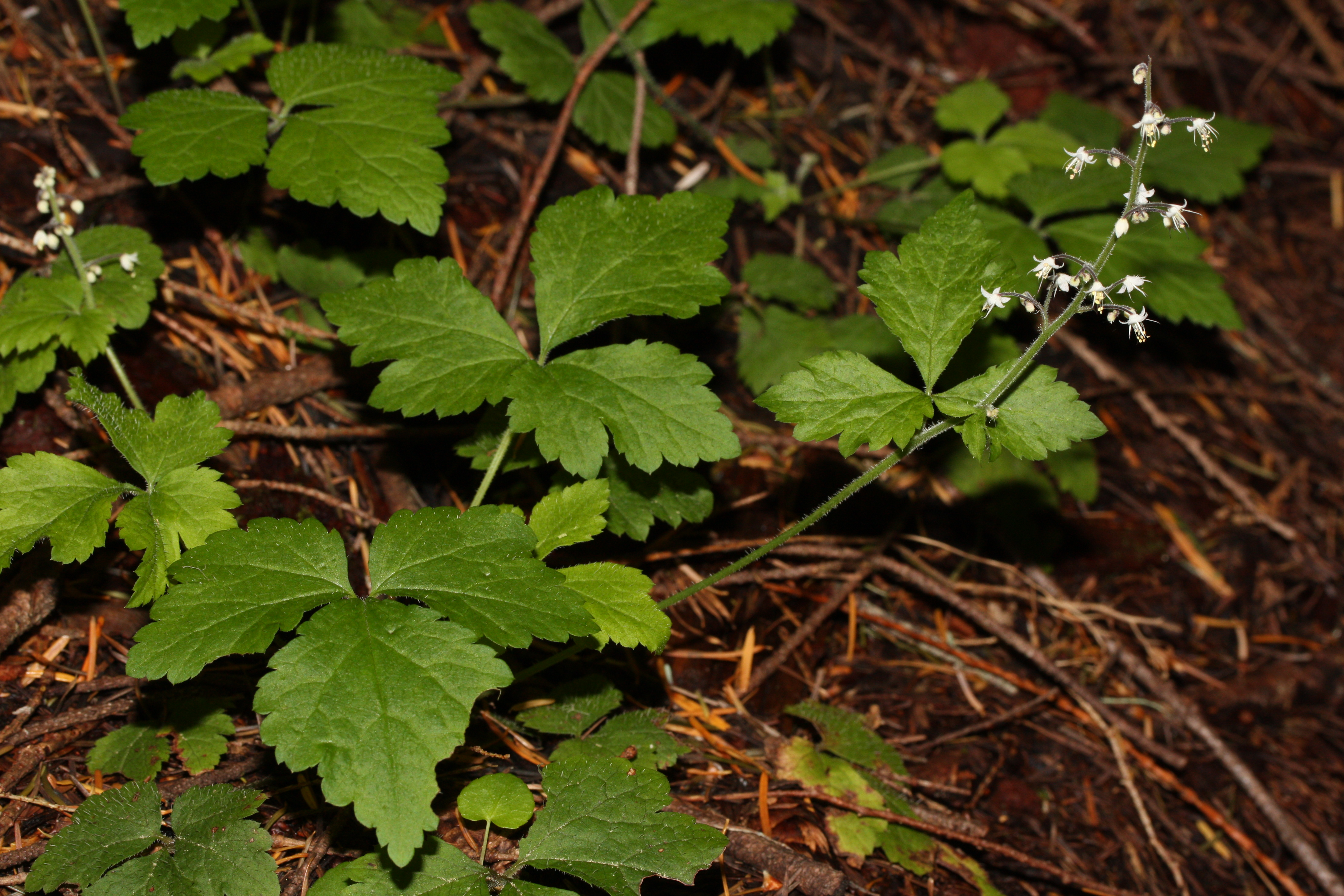
عادة Tiarella trifoliata
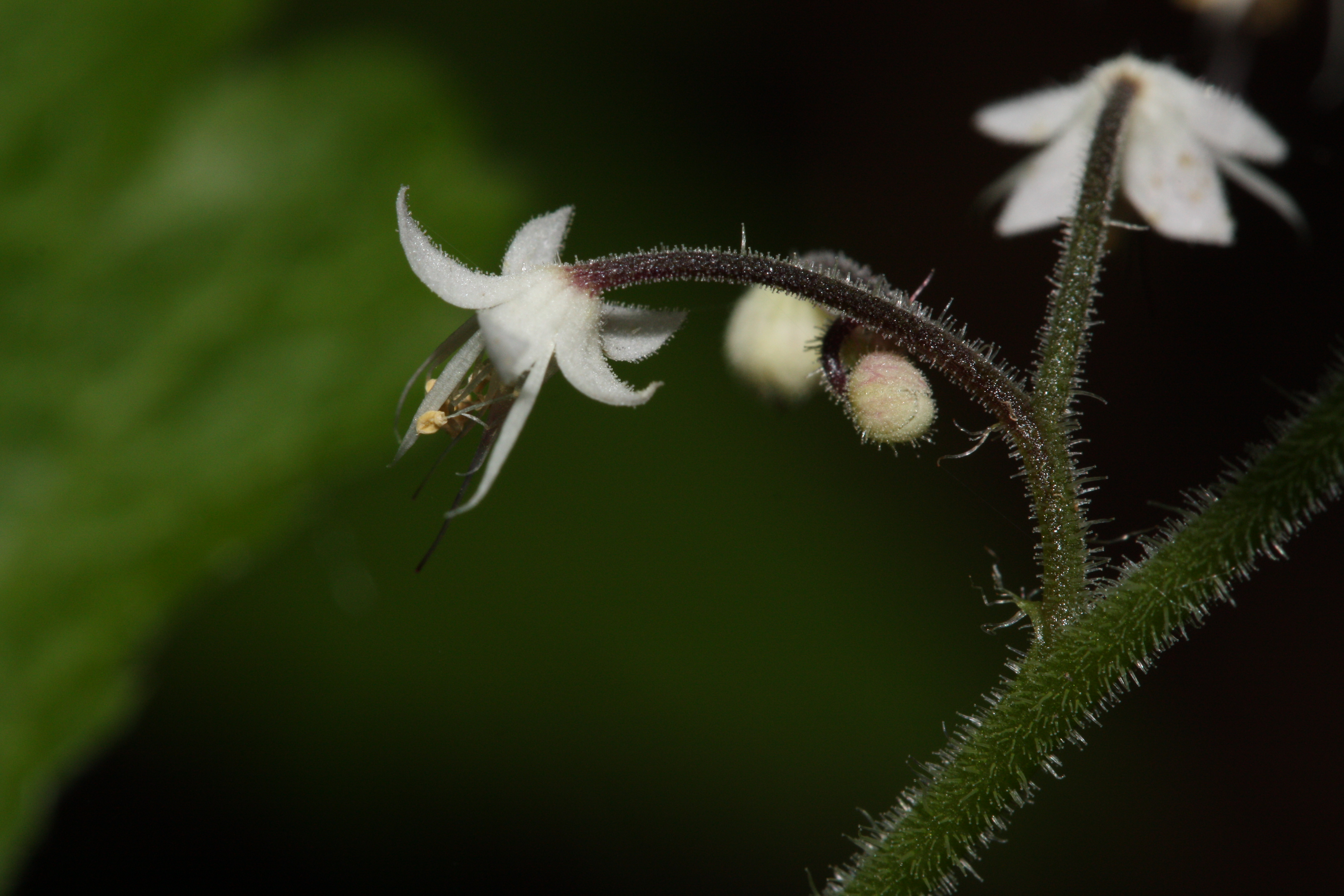
زهور Tiarella trifoliata
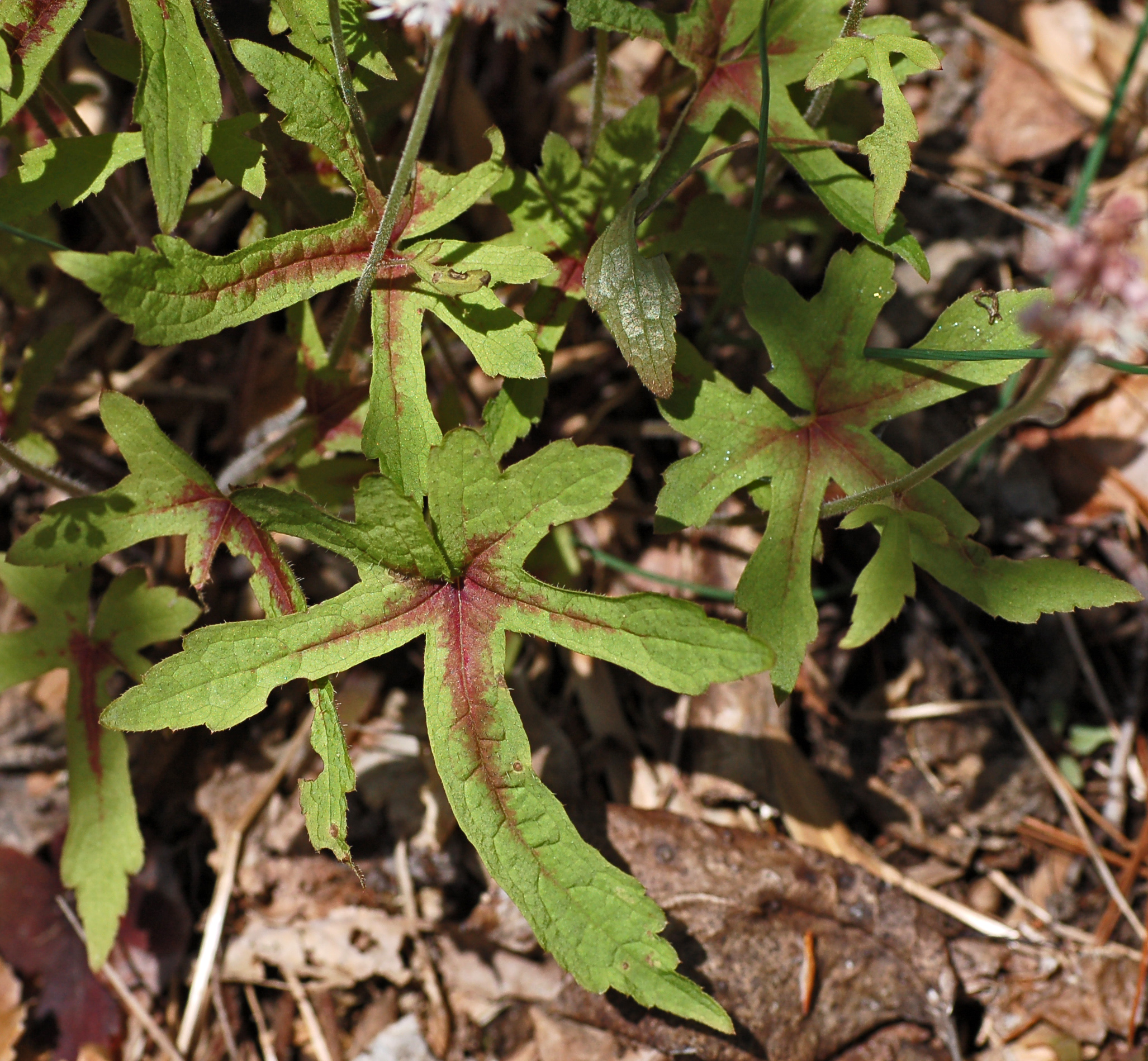
أوراق Tiarella 'Cygnet'